# 斯基賓 (布羅瓦里區)
50°34′47″N 30°50′2″E / 50.57972°N 30.83389°E
斯基賓（烏克蘭語：Скибин）是位於烏克蘭北部的村莊，由基辅州布羅瓦里區的卡利尼夫卡市鎮負責管轄。該村始建於1929年，面積1.66平方公里，海拔高度133米，2001年人口511，人口密度每平方公里307.8人。